# Chlorocebus aethiops
Chlorocebus aethiops är en däggdjursart som först beskrevs av Carl von Linné 1758.  Chlorocebus aethiops ingår i släktet gröna markattor och familjen markattartade apor. IUCN kategoriserar arten globalt som livskraftig. Inga underarter finns listade.

## Utseende
Arten når en kroppslängd (huvud och bål) av 40 till 60 cm och en svanslängd av 42 till 70 cm. Vikten varierar mellan 5 och 8 kg. Pälsen på ryggen och huvudets topp har en olivgrå färg. På extremiteterna är pälsen grå och buken är vitaktig. Mellan det nästan nakna ansiktet med svart hud och pannan finns en vit strimma. Kinderna är täckta med tjock vitaktig hår. Liksom hos flera andra gröna markattor är hanarnas scrotum blå.

## Utbredning och habitat
Denna primat förekommer i sydöstra Sudan, östra Sydsudan och i stora delar av Etiopien och Eritrea. Arten vistas där oftast nära vattendrag i savanner och andra gräsmarker samt i öppna skogar. Den kan anpassa sig till människan och ibland hämtar Cercopithecus aethiops sin föda i växtodlingar.

## Ekologi
Arten äter frukter, frön, blommor, naturgummi och andra växtdelar. Födan kompletteras med insekter och små ryggradsdjur. Chlorocebus aethiops är aktiv på dagen. Flera hannar och honor samt deras ungar bildar en flock som går på marken eller klättrar i växtligheten för att hitta föda. De vilar under natten i träd. Hos brunstiga honor blir huden kring könsdelarna röd men det förekommer inga svullnader i huden. Honan kan para sig med olika hannar från flocken och efter cirka 163 dagar dräktighet föds oftast en unge.
Könsmognaden infaller för honor efter fyra år och för hannar efter fem år. Olika exemplar i fångenskap levde 24 år.
I Etiopien bär ungefär halva populationen på viruset SIV (simian immunodeficiency virus) som är nära besläktat med HIV.